# マリアナ伝説
『マリアナ伝説』（マリアナでんせつ, legend of mariana）は、ゆうきまさみと田丸浩史の共作によるシンクロギャグ漫画作品。『AICコミックLOVE』（AIC）においてVol.7（2000年10月発売）からVol.8まで、『ドラゴンHG』（富士見書房）においてVol.1からVol.6まで、『月刊ドラゴンエイジ』（富士見書房）において2003年7月号から2005年6月号まで隔月で、それぞれ連載された。全20話で単行本は全3巻。

## 概要
本作は、ゆうきまさみが「男子シンクロ部」をテーマに短期集中連載作として企画したものが基になっている。この企画自体は、遅くとも1998年末に行われた田丸浩史との対談（雑草社の雑誌『コミック・ファン』第5号、および『スペースアルプス伝説』に収録）で明らかにされており、ゆうき自身は同対談で『じゃじゃ馬グルーミン★UP!』の連載が始まった1994年以前から考えていたと語っている。つまり、映画『ウォーターボーイズ』やそのきっかけとされる『ニュースステーション』の特集で男子シンクロが扱われる遥か以前から企画されていたため、連載にこぎつけるまで時間がかかりネタが被る羽目に陥ったことを、ゆうきは非常に悔しがっていた。
共作という形式で制作された本作だが、ゆうきはこの連載以前から『土曜ワイド殺人事件』でとり・みきと共作をしており、両作品には強い共通性がある。『土曜ワイド殺人事件』は田丸が主戦場としていた『月刊少年キャプテン』（徳間書店）でまず連載され、その後本作と同じ『AICコミックLOVE』→『ドラゴンHG』→『月刊ドラゴンエイジ』という掲載誌の変遷を辿っている。
ゆうきは本作の連載が決まる前、自分の絵柄では合わないため安永航一郎に作画してもらうことを考えていたが、先述の対談に同席していた田山三樹（徳間書店→AIC→富士見書房と掲載誌いずれでも編集を務めた）が、安永の絵柄に通じるところがある田丸との共作を持ちかけ、対談から1年以上経過した後に2人の共作は実現した。
作業の分担は、ゆうきが企画・原案・絵コンテ（ネーム）で、田丸が漫画（作画）となっていた。しかし、ゆうきの絵コンテはその話の出だしのみで、後半は大筋だけを文章で書くなどして伝えていた。この絵コンテの段階でゆうきは田丸の作風に合うようなコンテをあらかじめきっていたが、その後で話の流れが大幅に変わる事も多く、さらに細かいネタや作画、そして後半部分はほぼ丸々田丸に任されていた。したがって、大まかな物語の流れがきちんとある点ではゆうきらしさを感じられるものの、結局は「男臭い」「バカ過ぎる勘違いを繰り返す」「身も蓋もない下ネタや毒のあるギャグを多用する」といった田丸らしさばかりが目立つ作品に仕上がっている。そのため第11話から突如始まったラブコメ要素も、過程と決着がおよそラブコメらしくない方向に進むことになった。
『AICコミックLOVE』Vol.6に掲載された連載予告漫画は、タイトルが『マリワナ伝説』であるだけでなく、実際に連載された話とはほとんど設定が異なっている。この2人の共作はかなりの冒険だったようで、捨て身とも評していた。

## あらすじ
私立比良方高等学校（通称：比良高）の水球部に所属する寺澤は、実力はあるものの勝負にこだわらず、美しさと観客へのアピールを追求し、水球には向いていないのではないかと考えていた。そしてある日、天野からシンクロナイズドスイミングの存在を聞かされ、自分に向いているのはシンクロだということに気付いた寺澤は、水球部をシンクロ部に変えてしまおうと工作を始める。
本作は「男子シンクロ」をテーマとしているが、シンクロと無関係な騒動に巻き込まれたり、シンクロをするにしてもルールから逸脱した邪道な演技をしたりと、まともなシンクロシーンは殆ど出てこない。また最終的には男女合同のシンクロチームが結成されるに至っている。

## 登場人物
本作の登場人物はほとんどが苗字しか名を与えられていないので、区別のため性別を名前の横に記す。女性陣と栗下を除いたキャラはいずれもマッチョで、天野と生徒会長もある程度は筋肉質。

### 比良方高校
水球部は男子部員のみ、水泳部は女子部員のみが登場する。
寺澤（てらさわ） ♂
本作の主人公で水球部員。茶髪にメガネとアゴヒゲが特徴。強さだけでなく美しさをも追求し、勝とうという意識がない問題部員。頑なにコンタクトレンズの着用を拒み、水球の試合ではゴールを識別出来ず自殺点を連発する。才能はあるものの性格が水球に向いておらず、周囲に迷惑をかけていることは自覚しているが、シンクロの存在を一切知らないために水球部に留まっていた。やがて梅軒の力強く華麗な泳ぎに衝撃を受けシンクロの存在を知り、栗下と天野を巻き込んでシンクロ部を設立しようとする。また梅軒らとの3本勝負の際、天野の水着を頭に被り「水っ球さん」（すいっきゅうさん）となるが、バレバレの容姿にもかかわらず梅軒らと他の男子部員には正体がバレなかったどころか、メガネによる視力アップで普段以上に活躍する。
栗下（くりした） ♂
水球部員。男にもかかわらず、ショートボブの髪から「楓ちゃん」と例えられるほど、女の子のような可愛い容姿をしている。そのため水球部の先輩達から異様に愛されているが、物語の開始早々寺澤に梅軒との勝負で賭けられ、所有権が梅軒に移ってしまう。寺澤を慕っていたためシンクロ部設立に巻き込まれ、その後も梅軒に差し押さえられたり、一人イルカに連れられ南の小島に流されたりと不遇な目に遭う。
天野（あまの） ♀
水泳部員。メガネとショートカットの髪、そして「2-1 天野」と書かれたゼッケン付きスクール水着が特徴。寺澤にシンクロの存在を教え、シンクロ部設立の原因を作った張本人だが、頑なに入部は断り続ける。だが結局は脅迫に屈してシンクロを始めることになる。普段は強気で乱暴なキツい面が目立つが、内心は結構乙女で、寺澤と付き合いだしてからは一応ラブコメを披露してくれる。他の水泳部員は殆ど出てこず、水球部と水泳部の合同夏合宿でも胃が丈夫な彼女以外は食中毒で参加していない。
部長（ぶちょう） ♂
水球部の部長。苗字は与えられていない。角刈りの髪と伸びる乳首、小さな生殖器が特徴。水球部をシンクロ部にこっそり変えてしまおうという寺澤の企みを当初こそ潰すが、その後は徐々にシンクロに染まりシンクロ部への完全転向を容認する。栗下への求愛行動は半分冗談（半分本気）で、寺澤と天野をくっつけてあぶれた栗下をいただこうとする。ホモの気とロリの気があるが、後に生徒会長と付き合ってバカップルになる。
田瓶寺（たへいじ or たべいじ） ♂
水球部員のスキンヘッド2人のうち太っていない方。第1巻と第2巻・第3巻とで読みが変わっている。楓ちゃんよりも初音ちゃん派で、栗下にはロウソクの使用を迫る。
伴馬（はんま） ♂
水球部員のスキンヘッド2人のうち太っている方。第3話の扉絵まではオールバックだったが、本編から突如スキンヘッドに変わる。栗下にはセーラー服の着用と浣腸の使用を迫る。
芝野（しばの） ♀
水球部の顧問を務める女教師。顔に半分かかる金髪が特徴。初登場時は露出の多いセクシーな服装だったが、以降の登場ではラフでカジュアルな格好になり、最終的にはジャージに落ち着く。見た目と裏腹に本作で最も常識人であり、人生経験の差から変態気味の生徒達を余裕であしらっている。ただし善人というわけではない。オットー国際大会でのシンクロ部の演目にとある奇想天外なアイデアを持ち込み、大会会場を大混乱に陥れてしまう。上下ミラクル荘（後述）の現在のオーナーになったらしいが、どのような経緯で権利を手に入れたのかはまったく不明。
生徒会長（せいとかいちょう） ♀
比良高の生徒会長。おでこ全開のオールバックの髪とカチューシャが特徴。名前が呼ばれることはないが、水着のゼッケンには「2-1 西園寺」と書かれている。初登場時は水球部からシンクロ部に鞍替えしたことを快く思わずキツくあたるが、その後部長に惚れていることが判明し、不器用な面を露にしつつバカップルになる。

### その他
梅軒（ばいけん） ♂
外人軍団（アメリカチーム バイケン）を束ねる元気な老人。亀頭にも見える頭頂部に傷痕があるハゲ頭と長いヒゲが特徴。自称水の妖精。寺澤との勝負に勝って以来、度々水球部の面々に関わってくる。栗下を狙っており、何度も受け渡しをバックレている水球部には好印象を持っていない。シンクロに精通しているため欧米人の弟子が沢山おり、束ねるシンクロチームは「オットー国際シンクロ大会」で常勝を誇る。
フレディ ♂
梅軒の弟子の1人。カールした立派なヒゲが特徴。故郷は栗下の流れ着いた島。終盤のシンクロ大会では、栗下を報酬に梅軒を裏切り、「エリマキ水っ球さん」として水球部に協力する。
北マリアナ諸島連合（きたマリアナしょとうれんごう） 全員♂
連載前の予告篇に出たものの、その後長らく登場していなかったシンクロチーム。終盤で突如ライバルチームとして出現するが、ロクに活躍もせずに物語は終わってしまう。選手全員が「関西鬼乳首」というタトゥーを入れている。
警備員 ♂
水球部や梅軒らが勝手に練習に使っている池の警備員。自称40代で、若き日に経験した"想いを寄せる女子のたて笛"にまつわるエピソードを披露する。中盤までは勝手に侵入してくる一同を取り締まっていたが、終盤では寺澤と親しくなっており、池は公認の練習場所になる。たて笛の所有者だった女子（「ソドムさん」という渾名をつけられたらしい）が栗下の母親だったという構想もあったらしいが、ボツになった。作画担当の田丸が作中で最も気に入っているシーンがたて笛のエピソードらしい。
上下ワシントン（じょうげ ワシントン） ♂
夏休みに水球部と水泳部が合同合宿を行った信州のペンション「ゴッドペンション上下ミラクル荘」の元オーナー。作中では名前を呼ばれないが、絵コンテの段階では名指しされていた。田丸の過去作『アルプス伝説』から引き続いての登場で、同作で無人島に取り残されている間に全財産を三彅に取られ、ペンションは荒れ果て本人も借金まみれになっていた。性格はやや幼児化している。現在はシンクロ部が改装した上下ミラクルに住んでいる（すでにオーナーではないので経営はしておらず、無許可で勝手に住んでいるだけ）。

## 単行本
角川書店より「ドラゴンコミックス」として全3巻が刊行されている。後に『マリアナ伝説DEEP』としてエンターブレインから2011年に再刊行。
1. 第1巻 （2003年12月1日発行） ISBN 4-04-926236-3
2. 第2巻 （2004年7月1日発行） ISBN 4-04-926245-2
3. 第3巻 （2005年8月1日発行） ISBN 4-04-926257-6

DEEP上巻　(2011年7月25日発行) ISBN 4-04-727387-2
DEEP下巻　(2011年7月25日発行) ISBN 4-04-727388-0